# BLS Ce 2/4 781–783
Die Bezeichnung Ce 2/4 trugen die ersten drei Triebwagen der Berner Alpenbahn-Gesellschaft Bern–Lötschberg–Simplon (abgekürzt BLS), die 1910 angeschafft wurden und sogleich auf der Versuchsstrecke Spiez – Frutigen zum Einsatz kamen.

## Geschichte
Die Fahrzeuge wurden nach dem Vorbild der ersten Triebwagen der Hamburg-Altonaer Stadt- und Vorortbahn erbaut. Der Wagenteil wurde von SWS geliefert, während die elektrische Ausrüstung von MFO und Siemens-Schuckert stammte.
Bei den drei Fahrzeugen handelt es sich um die ersten Triebwagen, die für Einsatz unter dem hochgespannten Wechselstrom 15 000 V 16 2/3 Hz bestimmt waren. Die Versuchsstrecke wurde zwar anfänglich mit einer Frequenz von 15 Hz gespeist, aber noch vor der Eröffnung der Lötschberglinie auf 16 2/3 Hz umgestellt, da die 16 2/3 Hz als Normfrequenz festgelegt wurde.

## Technisches
Der Triebwagen besass zwei Drehgestelle, die mit einem versteiften Trägerrahmen verbunden waren. Auf diesem Rahmen wurde der Holzkasten aufgebaut, der aussen mit Blech verkleidet war. Die Drehgestelle besassen auf jeder Seite zwei Blattfedern, die sich auf die Achsbüchsen abstützten und in der Mitte über einen Ausgleichshebel miteinander verbunden waren. Der Wagenkasten stützte sich über Gleitplatten auf dem Drehgestell ab, so dass der Drehzapfen entlastet war. Auf den Einbau einer Wiege wurde verzichtet, da weder der dafür notwendige Raum vorhanden war noch die notwendigen Gewichtsreserven vorhanden waren, um das Mehrgewicht aufzunehmen. Der Triebwagen besass keine durchgehende Zugstange, die Zugkräfte wurden über den Wagenkasten geleitet, was aufgrund der erwarteten Einsatzart als Zugfahrzeug an der Spitze des Zuges als vertretbar angesehen wurde. Der Triebwagen besitzt zwei Grossraumabteile, die in der Mitte durch den Toilettenraum und Waschraum getrennt sind. Der Durchgang zwischen den beiden Abteilen erfolgte durch den Waschraum. Zwischen dem Personenabteil und dem Führerstand besassen sie beidseitig eine offene Einstiegsplattform. Vor dem Führerstand war eine Plattform mit Geländer vorhanden. Über diese konnte man durch eine Stirnwandtüre den Führerstand betreten. Diese Türe befand sich nicht in der Mitte, sondern auf der in Fahrtrichtung linken Seite. Genau dahinter befand sich im Führerstand auch eine Türe zur Einstiegsplattform. Der Führerstand war für die damals übliche stehende Bedienung eingerichtet. Der Triebwagen war bei Auslieferung dunkelrot gestrichen und mit schwarzen Linien verziert.
Die Fahrzeuge waren dafür ausgelegt, dass beide Drehgestelle je zwei Motoren aufnehmen konnten, anfänglich war aber nur ein Drehgestell mit Motoren ausgerüstet. Es sollte also aus dem Triebwagen mit der Achsfolge Bo'2 ohne grossen Aufwand zu einem Triebwagen der Achsfolge Bo'Bo umgebaut werden können. Dieser einfache Umbau unterblieb, weil die elektrische Ausrüstung schwerer wurde als geplant und weil die zweimotorige Ausführung schon fast das maximal zulässig Gesamtgewicht erreicht hatte. Erst 1936 erhielten die Triebwagen vier Fahrmotoren, dies war allerdings ein umfassender Umbau (mehr dazu unten). Somit wurde am Anfang nur ein Transformator und ein Stufenschalter, der aus mehreren Hüpfern bestand, für den Antrieb verwendet, obwohl in jedem Fahrzeug diese Ausrüstung doppelt vorhanden war. Für die elektrische Heizung des Wagens und die Versorgung der Heizleitung wurden allerdings beide Transformatoren verwendet. Die beiden Motoren im Drehgestell waren parallel geschaltet. Bei dem eingebauten Motor handelte es sich um einen achtpoligen Reihenschlussmotor der Bauart Siemens-Schuckert Typ W B M 300. Die Einphasenmotoren besassen Wendepole und waren fremdbelüftet. Die Leitungsübertragung erfolgte mit einem Tatzlager-Antrieb, die dafür verwendeten Zahnräder waren gerade verzahnt und besassen ein Übersetzungsverhältnis von 1 : 3.45.
Die beiden Transformatoren hatten eine Stundenleistung von 450 kVA und waren unter dem Wagen aufgehängt. Die Primärwicklung bestand aus zwei Teilen und besass eine Klemmvorrichtung. Es wäre also theoretisch möglich gewesen, die Triebwagen mit 7500 Volt zu betreiben. Die Sekundärwicklung hatte sieben Abgänge (90, 109, 139, 178, 228, 288 und 300 Volt), wovon die ersten sechs zum Fahren benutzt wurden, während der 300-Volt-Abgang für die Heizung verwendet wurde. Da noch eine Drosselspule vorhanden war, standen insgesamt elf Fahrstufen zur Verfügung. Der Stufenschalter bestand aus mehreren Einzelschaltern, sogenannten Hüpfern, weshalb die Steuerung, die zur Anwendung kam, auch Hüpfersteuerung genannt wird. Die Steuerung wurde über eine Schaltwalze, die sich in jedem Führerstand befand, angesteuert. Anfänglich war noch ein Einbau einer Nebenschaltwalze für den Rangierdienst vorgesehen; auf deren Einbau wurde allerdings bei Auslieferung verzichtet.
Die Fahrzeuge besassen eine Vielfachsteuerleitung und konnten in Doppeltraktion verkehren. Dafür war neben den beiden Druckschläuchen für die automatische und direkte Bremse eine dritte Luftleitung vorhanden, die zum Heben des Stromabnehmers benötigt wurde. Die pneumatischen Leitungen waren doppelt vorhanden. Die elektrischen Steckdosen der Vielfachsteuerung waren nur einfach vorhanden und wurden mit einem Kabel diagonal verbunden. Für die elektrische Heizleitung wurde schon die heute übliche Anordnung gewählt (rechts Kabel, links Kupplungsdose), allerdings erst mit 300 Volt betrieben (heute wären 1000 Volt üblich). Die Heizleitung war mit 300 Ampere belastbar.
Auf Grund seiner Länge und grossem Überhang hatten die Fahrzeuge sehr grosse Pufferteller.

### Umbau zu Ce 4/4
Im Jahr 1936 wurden die Triebwagen umgebaut. Dabei erhielten sie eine neue elektrische Ausrüstung und erstmals vier Fahrmotoren. Hierbei bekamen sie die gleichen Motoren wie die fünf gerade ausgelieferten Leichttriebwagen. Damit wurde die Leistung von 330 kW auf 590 kW gesteigert. Hierbei ist zu sagen, dass das Gewicht der Fahrmotoren nur noch 5,2 Tonnen betrug, im Vergleich wogen die beiden Erstmotoren 7,4 Tonnen. Bei der Motorenleistung wurde eine Erhöhung von 77 Prozent erreicht, zugleich auch eine Gewichtsreduktion von 34 Prozent. Die beiden neuen Transformatoren hatten eine Leistung von 490 kVA und waren von der Abmessung kleiner als die alten. Die Drehgestelle wurden ebenfalls modernisiert und erhielten Wiegen und Unterzüge. Damit konnte das Laufverhalten positiv beeinflusst werden.
Noch 1950 baute man anstelle des Talzlagerantriebs einen Federantrieb ein.

## Betriebliches
Die Triebwagen wurden vor allem für die Nahverkehrszüge (Lokalzüge) zwischen Spiez und Kandersteg, und nach der Elektrifizierung der Thunerseebahn auch zwischen Spiez und Bönigen eingesetzt.
Die Fahrzeuge wurden zwischen 1953 und 54 ausrangiert und abgebrochen. Die Transformatoren und einige andere Teile der elektrischen Ausrüstung wurden bei den neugebauten ABDe 4/8 weiterverwendet.

### Anforderungsprofil
Von den Triebwagen wurde gefordert, dass sie in einer Steigung von 27 Promille einen Zug mit einem Gesamtgewicht von 160 Tonnen und auf 15,5 Promille mit einem Gesamtgewicht von 240 Tonnen mit 45 km/h befördern konnten.